# Mecanización
Mecanización es el uso de máquinas para reemplazar parcial o totalmente el trabajo humano o animal. Es importante mencionar que a diferencia de la automatización que no depende totalmente de un operador humano, la mecanización requiere la participación de una persona para proporcionar información o instrucción. 
Otra acepción hace referencia a todo aquello que requiere un poder de movimiento y un objeto sujeto a la operación, el cual debiese terminarse para que el trabajo esté hecho.
De vez en cuando el concepto de mecanización incluye también a las herramientas de mano. En el uso moderno del término se utiliza para describir procesos complejos en diversas ramas tales como la ingeniería o la economía, en los que ya no hace referencia solo a la física que reemplaza un trabajo humano por una máquina, sino que amplía esta definición a la reducción de grandes procesos a uno más eficiente que los simplifica. Tras la invención de la electrificación, la mecanización dejó de tener como fuente energética la fuerza del hombre y comenzó a ser sinónimo de máquinas motorizadas.

## Historia

### Primeros inventos

Esquema de la ventaja mecánica que se obtiene con diversas poleas compuestas.

Todo comenzó con la invención de la rueda en el 3500 a. C. en la civilización sumeria, con el fin de facilitar en transporte de objetos pesados de un lugar a otro, lo que permitió aumentar la eficiencia de la construcción y disminuir los tiempos.
Luego en el año 220 a. C. Arquímedes inventó la polea compuesta, lo que ayudó a levantar objetos pesados aplicando menor fuerza.
Más tarde en el año 871 d. C. aparece el documento impreso de fecha conocida más antiguo que se conserva, el Sutra del Diamante encontrado en la cueva de Dunhuang. A pesar de que este uso fue uno de los primeros conocidos, la etapa más famosa ocurrió en 1440 d. C. cuando el alemán Johannes Gutenberg inventó la imprenta moderna, con un muy discutido crédito sobre el origen de la invención.

### Revolución Industrial
En la segunda mitad del siglo XVIII en Gran Bretaña se inició un proceso que generó un punto de inflexión en la historia de la mecanización, la Revolución Industrial. En este periodo, se produjo un cambio radical de las tareas manuales y la tracción de su mamá animal por las maquinarias para la fabricación industrial y el transporte de mercancías y pasajeros. Además la producción tanto agrícola como industrial se multiplicó mientras los tiempos en los procesos productivos fueron cada vez menores, lo que provocó que la riqueza y la renta per cápita se multiplicaran como nunca antes.

#### El ferrocarril

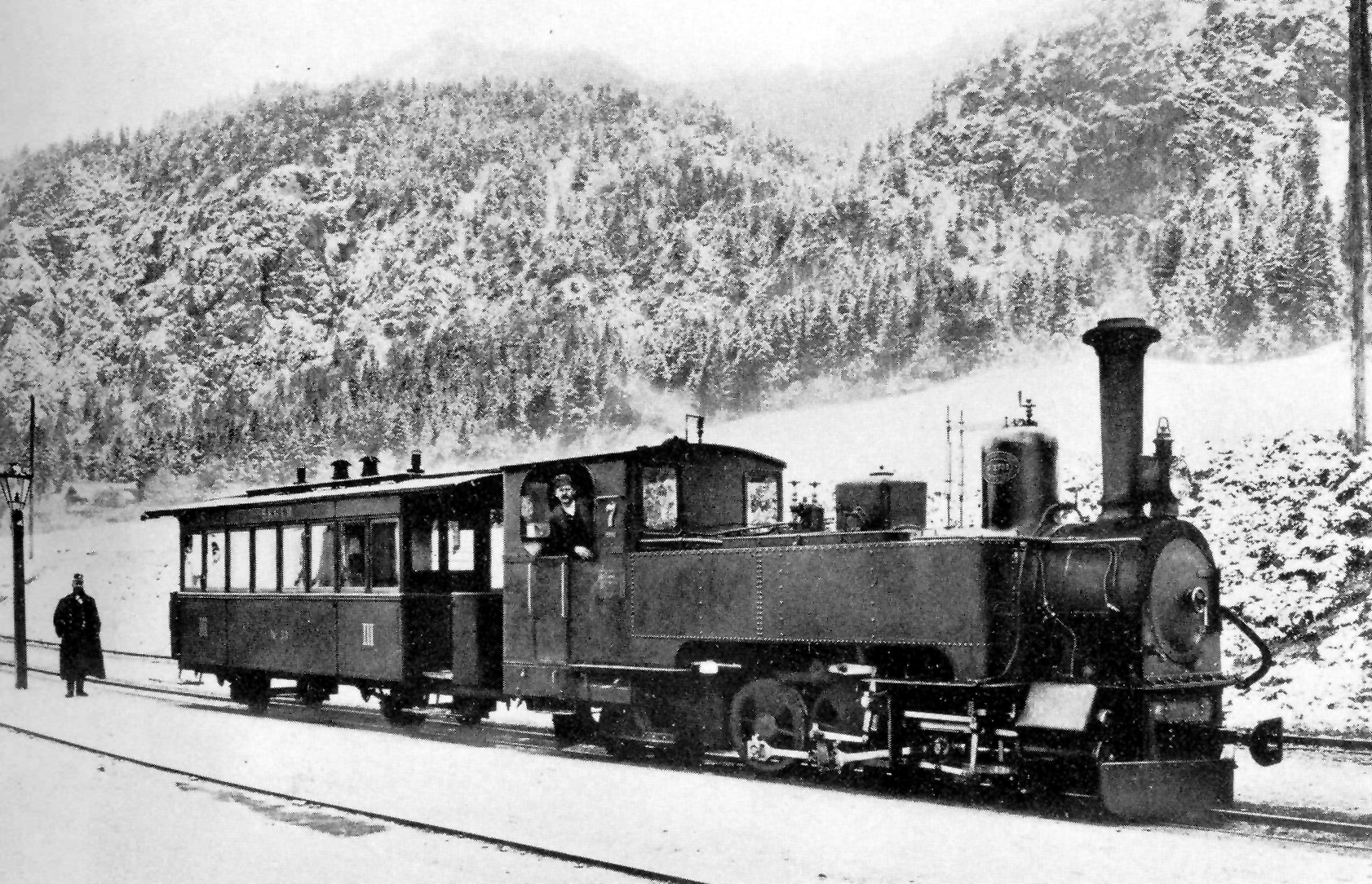
Un ferrocarril alemán en 1895.

Durante este periodo uno de los avances más importante fue el ferrocarril, previamente se utilizaba la fuerza animal para transportar cargas como medio de locomoción, lo raíles eran de madera y el uso se limitaba a las minas para el transporte del carbón luego en 1801, el parlamento británico dio la primera concesión para construir un ferrocarril movido a caballos de 13 kilómetros de longitud entre las ciudades de Wandsworth y Croydon, con un costo de 60000 libras. Sin embargo fue en 1821 cuando el mismo parlamento autorizó la primera línea de ferrocarril a vapor entre Stockon y darlington. La línea se inauguró en 1825 tirando de 34 vagones a una velocidad media de entre 10 y 12 millas por hora, el periódico The Times describió la hazaña de la siguiente manera:

Tres máquinas de vapor con cincuenta caballos de fuerza cada una han servido para arrastrar trece vagones, cargados de mercancías y productos diversos sobre la altura del plano inclinado que forma la vía. Allí se han enganchado los vagones a una máquina llamada "La Experiencia" además de cierto número de vagones que llevaban a los accionistas, autoridades e invitados (...) Se pone en marcha y hombres a caballo intentan seguir los vagones pero pronto quedan distanciados, allí donde la pendiente era más fuerte el convoy alcanzó las 25 millas/h. (40km/h).

Luego en los 5 años siguientes se construyeron 23 nuevas líneas autorizadas por el parlamento inglés, dentro de las cuales se creó la ruta entre Mánchester y Liverpool, la primera en ofrecer el servicio de transporte de pasajeros.

#### El barco a vapor

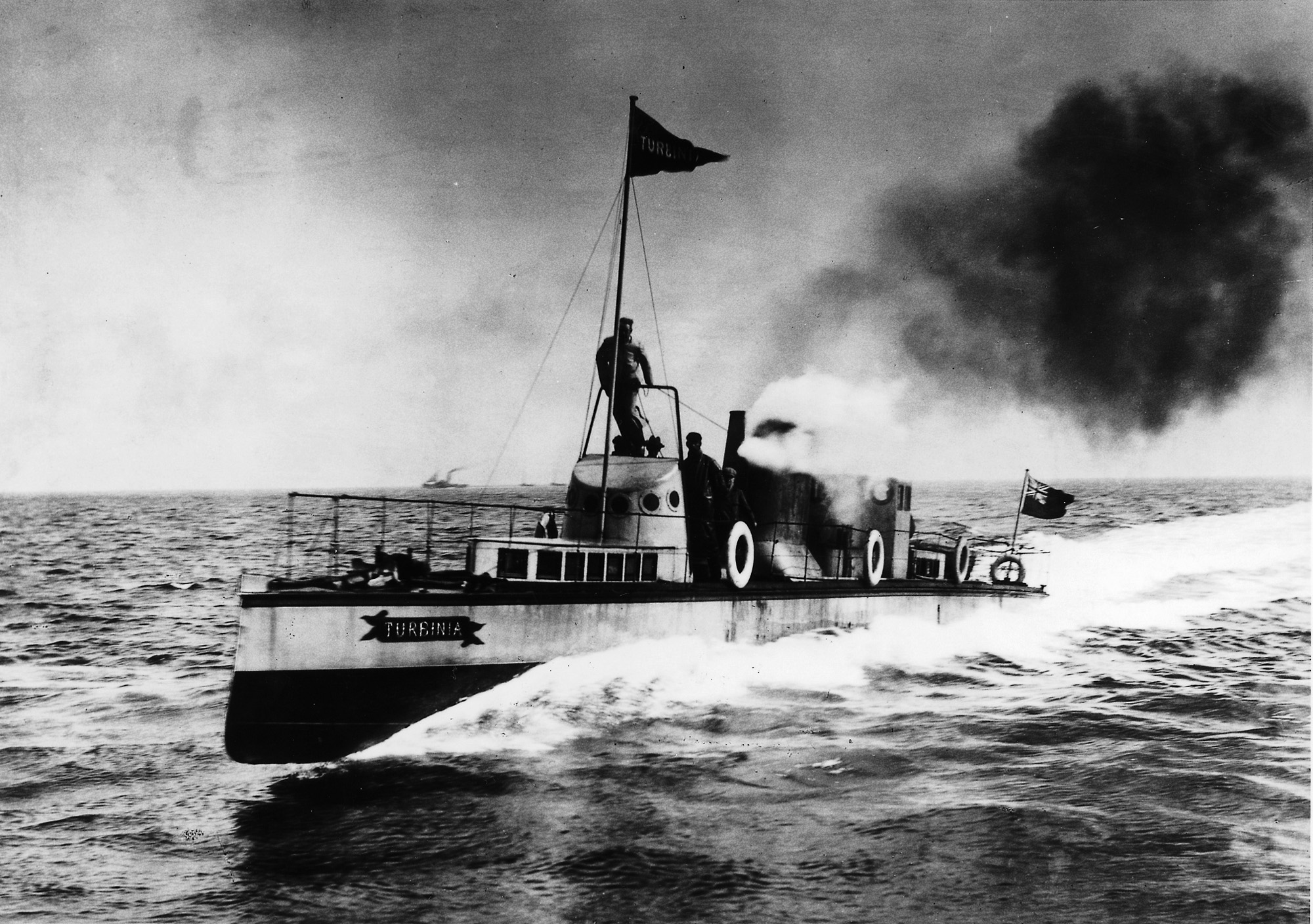
El Turbinia, primer barco propulsado con turbinas a vapor.

Otro avance tecnológico importante fue el barco a vapor. Antes de la revolución industrial la tradición naval europea se basaba en el control de los vientos como medio de propulsión y la seguridad, más que la velocidad en el mar. En los comienzos del siglo para cruzar el Atlántico de este a oeste se necesitaban al menos dos o tres semanas, mientras que de oeste a este eran suficientes entre 30 y 40 días. Los avances más grandes vinieron entre los años 1840 y 1860 con la invención de la hélice, basándose en los primeros tornillos de Arquímides, el condensador de superficie y la máquina Compound, lo que generó un gran ahorro en cantidad de combustible y la introducción de las calderas cilíndricas que permitieron la producción de vapor a alta presión.
Este periodo de la historia universal terminó entre los años 1820 y 1840, dejando sin duda un mundo totalmente diferente al anterior, producto de su influencia en la economía mundial, los empleos, los planes de educación y los medios de transporte.

#### El electroimán
Fue inventado en 1825 por el electricista británico William Sturgeon, pudiendo este regular el campo magnético rápidamente en un amplio rango para controlar una considerable cantidad de corriente, lo que fue un primer paso para la transmisión de corriente en gran escala. Luego, durante la revolución industrial, producto de la masificación de la maquinaria industrial, el electroimán fue utilizado en la mayoría de los inventos de la época.

### ElsigloXX

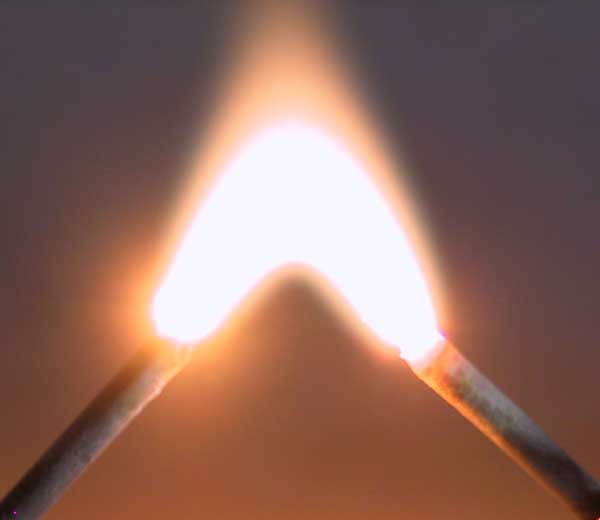
El arco eléctrico es una demostración de la energía eléctrica, que fue utilizada para acelerar y permitir una gran cantidad de mecánicas de la época.

En épocas tempranas del siglo XX las máquinas fueron desarrolladas para realizar tareas más complejas que requerían habilidades manuales más precisas. Todo lo anterior fue potenciado por el desarrollo en la conducción de la electricidad, lo cual pudo generar un avance exponencial en materias de todo tipo, como los armamentos, los aparatos eléctricos, la informática, entre muchos otros, pudiendo llegar a realizar procesos de manufactura de casi todos los bienes.

### Maquinaria motorizada
Hoy en día, la maquinaria accionada generalmente significa motor eléctrico o motor de combustión interna. Antes de la primera década del siglo XX, generalmente se entendía por motor de vapor, agua o viento.
Muchas de las primeras máquinas y máquinas-herramienta funcionaban a mano, pero la mayoría cambió a energía hidráulica o de vapor a principios del siglo XIX.
Antes de la electrificación, la energía del molino y la fábrica generalmente se transmitía mediante un eje de línea. La electrificación permitió que cada una de las máquinas individuales fuera impulsada por un motor separado en lo que se llama "accionamiento unitario". El accionamiento unitario permitió organizar mejor las fábricas y permitió que diferentes máquinas funcionaran a diferentes velocidades. El accionamiento unitario también permitía velocidades mucho más altas, lo que era especialmente importante para máquinas herramienta.
Un paso más allá de la mecanización es la automatización. La maquinaria de producción temprana, como la máquina de soplado de botellas de vidrio (ca. 1890), requería mucha participación del operador. En la década de 1920, se utilizaban máquinas totalmente automáticas, que requerían mucha menos atención del operador.

#### Informática
La informática facilitó los trabajos repetitivos y monótonos del área administrativa. La automatización de esos procesos trajo como consecuencia directa una disminución de los costos y un incremento en la productividad. En la informática se unen las bases de las ciencias de la computación, la programación y metodologías para el desarrollo de software, la arquitectura de computadoras, las redes de computadoras, la inteligencia artificial y ciertas cuestiones relacionadas con la electrónica. Se puede entender por informática a la unión sinérgica de todo este conjunto de disciplinas. Esta disciplina se aplica a numerosas y variadas áreas del conocimiento o la actividad humana.

## Uso militar
El término también se usa en el contexto militar para referirse al uso de vehículos de combate que usan tracción de oruga, particularmente vehículos para el transporte de personal. La mecanización mejoró dramáticamente la movilidad y capacidad de batalla de la infantería. En las fuerzas armadas de países industrializados, toda la infantería es típicamente mecanizada, con la posible excepción de las fuerzas aerotransportadas.

## Trabajo mecánico vs trabajo humano
Cuando comparamos la eficiencia de un trabajador, vemos que tiene una eficiencia de alrededor del 1% al 5,5% (dependiendo de si usa los brazos o una combinación de brazos y piernas).  Los motores de combustión interna en su mayoría tienen una eficiencia de alrededor del 20%, aunque los motores diésel grandes, como los que se utilizan para propulsar barcos, pueden tener eficiencias de casi el 50%. Los motores eléctricos industriales tienen eficiencias de hasta el rango bajo del 90 %, antes de corregir la eficiencia de conversión de combustible a electricidad de alrededor del 35 %.
Cuando comparamos los costos de usar un motor de combustión interna con un trabajador para realizar un trabajo, notamos que un motor puede realizar más trabajo a un costo comparativo. 1 litro de combustible fósil quemado con un motor IC equivale a unas 50 manos de trabajadores que funcionan durante 24 horas o 275 brazos y piernas durante 24 horas.
Además, la capacidad de trabajo combinada de un ser humano también es mucho menor que la de una máquina. Un trabajador humano promedio puede proporcionar un buen trabajo por alrededor de 0,9 CV (2,3 MJ por hora) mientras que una máquina (según el tipo y el tamaño) puede proporcionar una cantidad de trabajo mucho mayor. Por ejemplo, se necesita más de una hora y media de arduo trabajo para entregar solo un kWh, lo que un motor pequeño podría entregar en menos de una hora quemando menos de un litro de combustible de petróleo. Esto implica que una cuadrilla de 20 a 40 hombres requerirá una compensación económica por su trabajo al menos igual a las calorías gastadas en alimentos requeridas (que es al menos 4 a 20 veces mayor). En la mayoría de las situaciones, el trabajador también querrá una compensación por el tiempo perdido, que es fácilmente 96 veces mayor por día. Incluso si asumimos que el costo del salario real para el trabajo humano es de US$ 1,00/día, se genera un costo de energía de alrededor de $4,00/kWh. A pesar de que se trata de un salario bajo para el trabajo duro, incluso en algunos de los países con los salarios más bajos, representa un costo de energía que es significativamente más caro que incluso las fuentes de energía exóticas como los paneles solares fotovoltaicos (y, por lo tanto, incluso más caro en comparación con recolectores de energía eólica o concentradores solares luminiscentes).

## Niveles de mecanización
Para simplificar, se puede estudiar la mecanización como una serie de pasos. Muchos estudiantes se refieren a esta serie como indicando formas básicas a avanzadas Archivado el 15 de agosto de 2011 en Wayback Machine. de sociedad mecánica.
1. mano/fuerza muscular
2. herramientas manuales
3. herramientas manuales motorizadas, por ejemplo controlado eléctricamente
4. herramientas motorizadas, función única, ciclo fijo
5. herramientas motorizadas, multifunción, controladas por programa
6. herramientas motorizadas, a control remoto
7. herramientas motorizadas, activadas por la pieza de trabajo (p. ej., teléfono con monedas)
8. medida
9. control de señalización seleccionado, por ejemplo control de energía hidroeléctrica
10. grabación de rendimiento
11. acción de la máquina automatizada alterada a través de la medición
12. segregación/rechazo según medida
13. selección del ciclo de acción apropiado
14. corregir el rendimiento después de la operación
15. corrección del rendimiento durante el funcionamiento

## Para más información
- Jerome, Harry (1934). Mechanization in Industry, National Bureau of Economic Research.
- Hunter, Louis C.; Bryant, Lynwood (1991). A History of Industrial Power in the United States, 1730-1930, Vol. 3: The Transmission of Power. Cambridge, Massachusetts, London: MIT Press. ISBN 0-262-08198-9. (requiere registro).
- Rumeley, Edward A. (August 1910). «The Passing Of The Man With The Hoe». The World's Work: A History of Our Time XX: 13246-13258. Consultado el 10 de julio de 2009.

- Datos: Q1160362